# Stenodynerus superpendentis
Stenodynerus superpendentis är en stekelart som beskrevs av Richard Mitchell Bohart 1949. Stenodynerus superpendentis ingår i släktet smalgetingar, och familjen Eumenidae. Inga underarter finns listade i Catalogue of Life.